# Inupiaq
Inupiaq, Iñupiaq, Inupiak o Inupiatun és un grup de dialectes de l'inuit que es parla en el nord i nord-oest d'Alaska, parlat aproximadament entre 7 i 9 mil persones de l'ètnia inupiat.
L'Inupiaq propi d'Alaska té tres grans grups de dialectes i cinc dialectes en total.
El grup d'Alaska septentrional inclou:
1. El dialecte del Vessant del Nord, parlat per tota la costa àrtica fins a Kivalina en el sud.
2. El dialecte Malimiut, parlat en el sud de Kivalina i a Kotzebue, per tot el Riu Kobuk, a Norton Sound, an Koyuk i a Unalakleet.
Als voltants del Pas Anatuvuk:
3. El dialecte Nunamiu.
El grup de la península Seward:
4. El dialecte de l'estret de Bering
5. El dialecte parlat a Teller, que està a la vora del poble original de Qawariaq, i als pobles des del sud de Nome fins a Unalakleet.

## Lingüística
Els dialectes Inupiaq, com les altres Llengües esquimoaleutianes, representen un tipus particular de llenguatge aglutinatiu, denominat llenguatge polisintètic: "sintetitza" una arrel i diversos afixos per a crear paraules llargues amb significat d'una oració. L'inupiaq té tres vocals bàsiques:'a', 'i', i 'o'. Existeixen també valors llargs de les vocals, escrits com 'aa', 'ii', i 'uu'. En inupiaq, les vocals curtes i llargues han de ser distingides perquè segons aquestes es veu el significat de la paraula. Les vocals curtes es poden ajuntar, per a així produir els diftongs 'ai', 'ia', 'au', 'iu', i 'ui'. L'inupiaq té 14 consonants. La consonant escrita en Alaska com a 'q' és com la 'k' en anglès o el català, el que canvia és que el so és produït des d'un poc més endins a la gola.